# Jen und Sylvia Soska

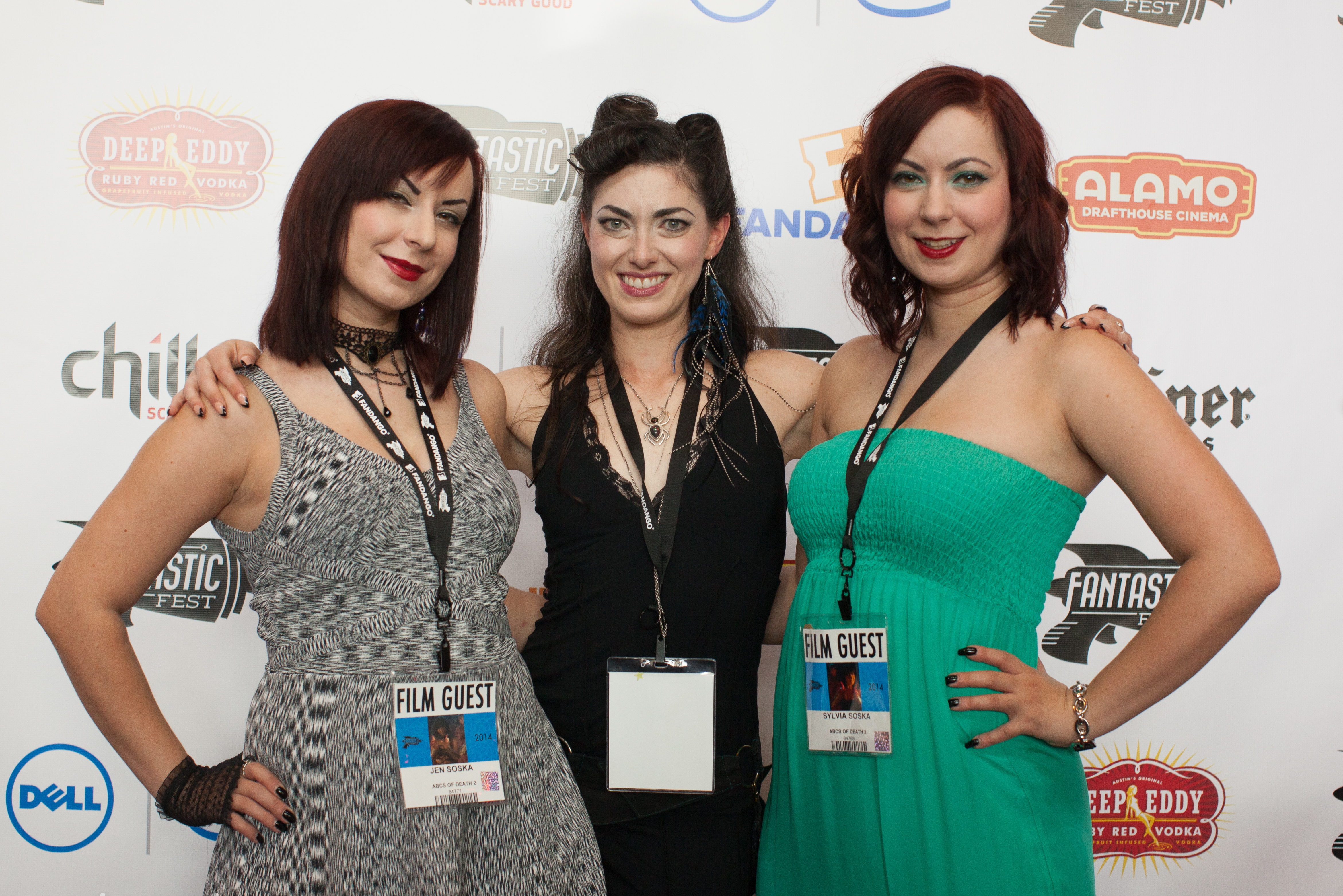
Soska-Schwestern mit einer Freundin beim Fantastic Fest 2014

Jennifer und Sylvia Elizabeth Soska (* 29. April 1983 in North Vancouver, British Columbia) sind kanadische Zwillingsschwestern, die gemeinsam als Filmregisseurinnen, Filmproduzentinnen und Drehbuchautorinnen arbeiten. Bekannt wurden sie durch ihre Spielfilme im Horrorgenre.

## Leben und Werk
Die Schwestern wuchsen im kanadischen North Vancouver auf. Schon seit ihrer Kindheit sind die beiden Fans von Horrorliteratur und -filmen. Nach ihrem High-School-Abschluss strebten sie zunächst eine Karriere als Schauspielerinnen an. Unzufrieden mit den stereotypen Zwillingsrollen, die ihnen angeboten wurden, begannen sie bald als Filmemacherinnen selbst aktiv zu werden. Als Kinder bekamen sie den Spitznamen „Twisted Twins“ (wörtlich etwa: „Seltsame / perverse Zwillinge“), nach dem sie ihre 2008 gegründete Produktionsfirma Twisted Twins Productions benannten.
2009 erschien ihr Debütfilm Dead Hooker in a Trunk. Die Schwestern finanzierten den Film aus eigener Tasche, übernahmen neben Regie und Drehbuch auch die Kameraarbeit und Produktion und waren in zwei der Hauptrollen zu sehen. 2012 folgte der schwarzhumorige Body-Horror-Film American Mary mit Katharine Isabelle in der Hauptrolle. Der Film folgt Motiven des Rape-and-Revenge-Films und kreist thematisch um Körpermodifikation als Fetisch. Auch die Regisseurinnen übernahmen wieder Rollen und sind als Zwillingsschwestern zu sehen, die Transplantationen an sich vornehmen lassen.
Es folgten der Slasher-Film See No Evil 2 (2014) und der Actionfilm Vendetta (2015), die beide als Auftragsarbeiten für WWE Studios entstanden. In der Horrorfilm-Anthologie The ABCs of Death 2 sind sie mit dem Kurzfilm T is for Torture Porn vertreten, der jedoch nicht Teil der deutschen Fassung ist.
2019 feierte ihr Body-Horror-Film Rabid Premiere, ein Remake von David Cronenbergs gleichnamigen Film aus dem Jahr 1977. In der Hauptrolle ist die kanadische Schauspielerin Laura Vandervoort zu sehen.
Die Filme der Soska-Schwestern zeichnen sich durch explizite Gewaltdarstellung, starke Frauenfiguren und feministische Themen aus. Als großen Einfluss bezeichnen die beiden die Arbeiten von Robert Rodriguez, insbesondere dessen Buch Rebel Without A Crew, zudem das Werk von Clive Barker, Stephen King und Bret Easton Ellis.
Neben ihren Regiearbeiten sind die Soska Schwestern auch immer wieder als Schauspielerinnen in Erscheinung getreten, etwa in den Filmen Suburban Gothic (2014) und The Blackburn Asylum (2015).
Darüber hinaus produzieren sie Arbeiten anderer Filmemacher, so etwa Puppet Killer (2019) und übernahmen 2015 die Rolle der Gastgeber in der Horror-Spielshow Hellevator von Blumhouse Productions.

## Filmografie (Auswahl)
- 2009: Dead Hooker in a Trunk
- 2012: American Mary
- 2014: The ABCs of Death 2 (Segment T is for Torture porn)
- 2014: See No Evil 2
- 2015: Vendetta
- 2019: Rabid
- 2022: On the Edge
- 2024: Festival of the Living Dead